# Josep Sastre i Perciba
Josep Sastre i Perciba (Barcelona, 25 de juny de 1906 - Barcelona, 2 de juny de 1962) fou un futbolista català dels anys 1920 i 1930. Va ser internacional amb la selecció catalana i amb la selecció espanyola.

## Trajectòria

El FC Barcelona, guanyador de la Copa del Rei de 1928. Drets: Forns (entr.), Mas, Castillo, Llorens, Walter, Guzmán, Carulla i Platko. Asseguts: Piera, Sastre, Samitier, Arocha i Sagi.

Nascut a la barriada de Gràcia de Barcelona, començà la seva trajectòria al FC Espanya, club que el 1923 adoptà el nom de FC Gràcia. Les brillants actuacions al club gracienc el portaren el 1926 a fitxar pel Futbol Club Barcelona on jugà 167 partits i marcà 116 gols. Ja el 1927 destacà al club blaugrana essent el segon jugador que més partits disputà. El 1928 es proclamà campió d'Espanya en la cèlebre final del Sardinero, on va caldre disputar 3 partits per decidir el campió i on Sastre marcà el gol que donà el triomf al Barça. El 1929 es proclamà campió de la primera lliga del club. El 1932 fitxà pel RCD Espanyol però no pogué disputar molts partits en ser operat de l'estómac. Un cop restablert, no obstant, retornà al Barcelona el 1933, i un cop va rebre la baixa passà a jugar a l'EC Granollers, al Club Français de París., al FC Badalona. i al FC Terrassa.
Fou un cop internacional amb la selecció d'Espanya, en el partit davant Txecoslovàquia disputat a Barcelona el dia 1 de gener de 1930. El partit finalitzà amb el resultat d'un a zero, essent Sastre l'autor del gol. També fou internacional amb la selecció de Catalunya.
Un cop retirat dels terrenys de joc fou entrenador de diversos equips catalans.
Una samarreta seva està exposada al Museu del Futbol Club Barcelona.

## Palmarès
FC Barcelona
- Lliga espanyola: 1928-29
- Copa espanyola: 1928
- Campionat de Catalunya: 1927, 1928, 1930, 1931, 1932
- Copa de Campions: 1927-28
- Campionat Catalunya-Múrcia-València: 1927
- Campionat Aragó-Catalunya-País Basc: 1928